# سرزمین خوشبختی
سرزمین خوشبختی (انگلیسی: Land of Happiness؛‏ کره‌ای: 행복의 나라) یک فیلم محصول سال ۲۰۲۴ کره جنوبی به کارگردانی چو چانگ مین و با بازی جو جونگ سوک، لی سون کیون و یو جه میونگ است. این فیلم در ۱۴ اوت ۲۰۲۴ منتشر شد.

## بازیگران
- جو جونگ سوک در نقش جونگ این هو[۴][۵][۶]
- لی سون کیون در نقش پارک ته جو[۴][۵][۶]
- یو جه میونگ در نقش جون سانگ دو[۴][۵][۶]
- وو هیون در نقش لی مان شیک[۶]
- لی وون جونگ در نقش جونگ جین هو[۶]
- جون به سو در نقش بو هان میونگ[۶]
- سونگ یونگ کیو در نقش چوی یونگ نام[۶]
- چوی وون یونگ در نقش بک سونگ کی[۶]
- کانگ مال گوم در نقش اوک جونگ ئه[۶]
- پارک هون در نقش کیم اوه ریونگ[۶]
- لی هیون کیون در نقش جو سانگ چول[۶]
- جین کی جو در نقش جو سون جونگ[۶]
- یو سونگ جو در نقش کیم یونگ ایل[۶]
- کیم پوب ره در نقش کیم یونگ هیون
- کیم جه چول در نقش جین ته گون
- لیم کی هونگ در نقش لی ته مو
- پارک نو شیک